# Aspelta in granito (23.730)
Il colosso di re Aspelta (23.730), in granito gneiss, è un'antica statua egizia di dimensioni monumentali raffigurante Aspelta, sovrano kushita della città di Napata (600–580 a.C. circa).
Il regno di Kush (o regno di Nubia) comprendeva un esteso territorio in Nubia (attuale Sudan) presso la confluenza del Nilo Azzurro con il Nilo Bianco e il fiume Atbara. La potenza kushita si assestò solo dopo la disintegrazione della XX dinastia egizia e del Nuovo Regno in generale (1069 a.C. circa). Nella sua fase iniziale, lo Stato kushita ebbe il suo centro nella città di Napata. Dopo che re Kashta ebbe invaso l'Egitto da sud, nell'VIII secolo a.C., la sua discendenza, la XXV dinastia, si attribuì la piena titolatura faraonica e governò la valle del Nilo per un secolo, finché non fu cacciata dagli Assiri. Dopo la perdita dell'Egitto, la dinastia tornò a insediarsi nella nativa Nubia; re Aspelta spostò la capitale da Napata a Meroe, molto più a sud, intorno al 591 a.C. Si conoscono maggiori dettagli del regno di questo sovrano, rispetto a quelli degli altri dinasti del regno di Kush (noti a loro volta grazie soprattutto alle svariate stele risalenti al suo regno). La sua tomba a Nuri (la seconda del sito per grandezza) fu esplorata nel 1916 dall'archeologo statunitense George Reisner, che vi rinvenne molti oggetti oggi conservati presso il Museum of Fine Arts di Boston; lo stesso Reisner si occupò, nel 1920, degli scavi del palazzo edificato da Aspelta e dal suo fratello e predecessore Anlamani.

## Descrizione
Il colosso in questione, originariamente nel Tempio di Amon a Gebel Barkal, rappresenta re Aspelta, che non fu faraone (pur possedendo il set di titoli tipici dei sovrani dell'Alto e Basso Egitto), in un tipico stile faraonico. Il sovrano, giovane e atletico, ha una postura ritta e fiera: il piede sinistro avanza un passo, le braccia aderiscono rigidamente ai fianchi; le mani impugnano corti "cilindri" che, nelle convenzioni della scultura egizia, suggerivano il principio di due sottili scettri (troppo fragili per essere eseguiti nella loro interezza). Indossa un inusuale copricapo, simile a una cuffia aderente, completato dall'ureo e dall'avvoltoio regali, tipici degli antichi faraoni della storia egizia; quest'ultimo è a sua volta sormontato dal copricapo a quattro piume stilizzate tipico dell'iconografia di Shu (dio primordiale, personificazione dell'aria, dell'atmosfera e del vento, e membro della grande Enneade di Eliopoli), simboleggianti i quattro pilastri che Shu avrebbe posto posto a sorreggere il cielo. La superficie del corpo di Aspelta è liscia, alternata a parti ruvide come i copricapi, il gonnellino, la collana e i bracciali ai polsi, alle spalle e alle caviglie: tali superfici furono forse originariamente dorate.

Il torso fu rinvenuto in un nascondiglio di statue a nord del primo pilone del Grande Tempio di Amon a Gebel Barkal; la testa venne scoperta altrove nel sito templare.

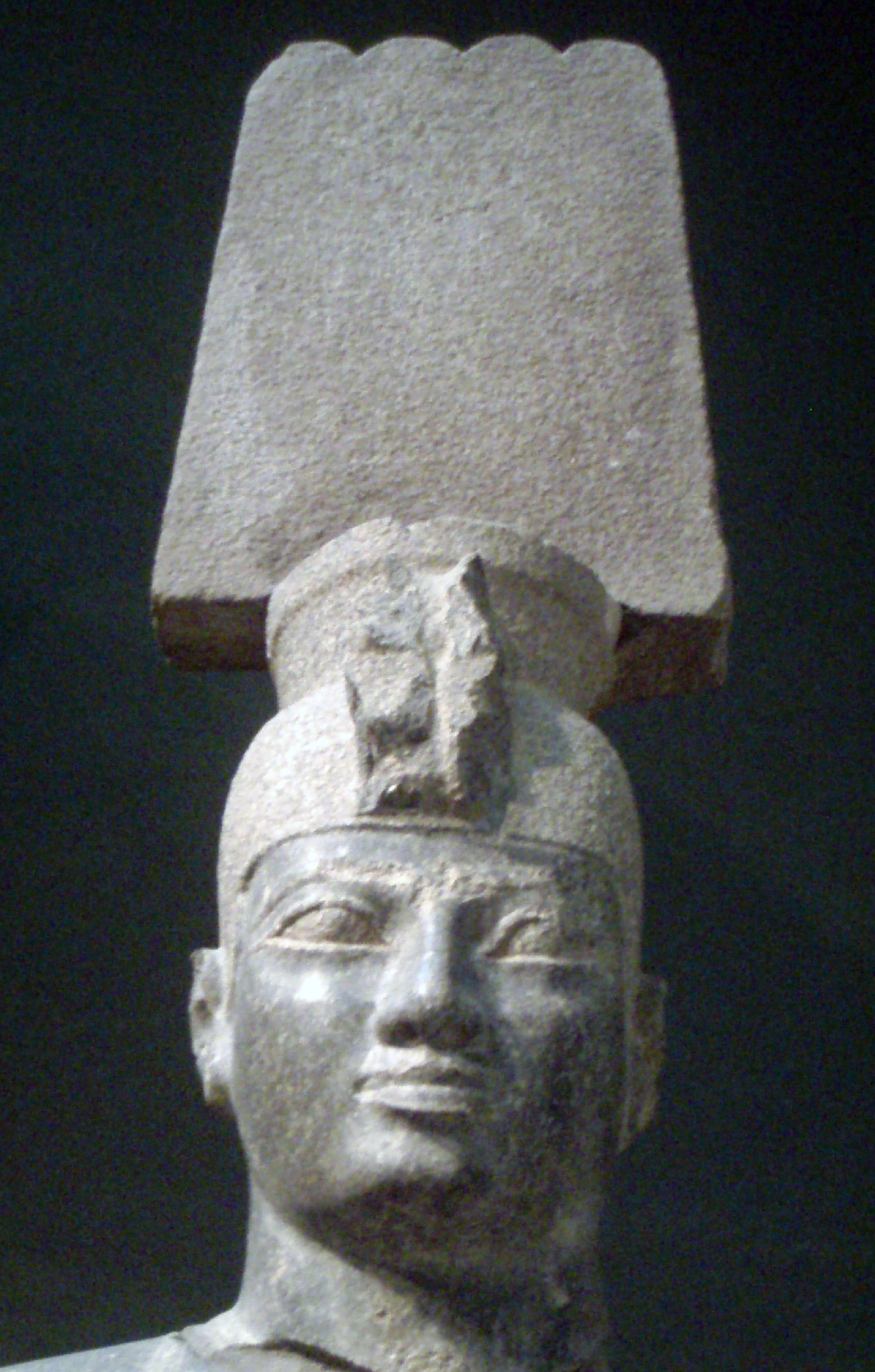
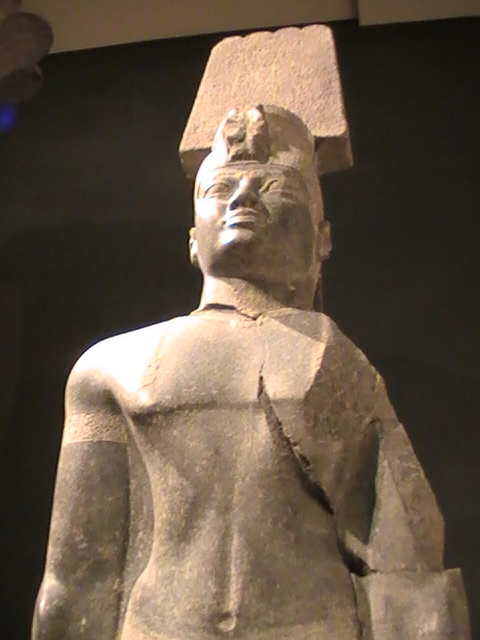
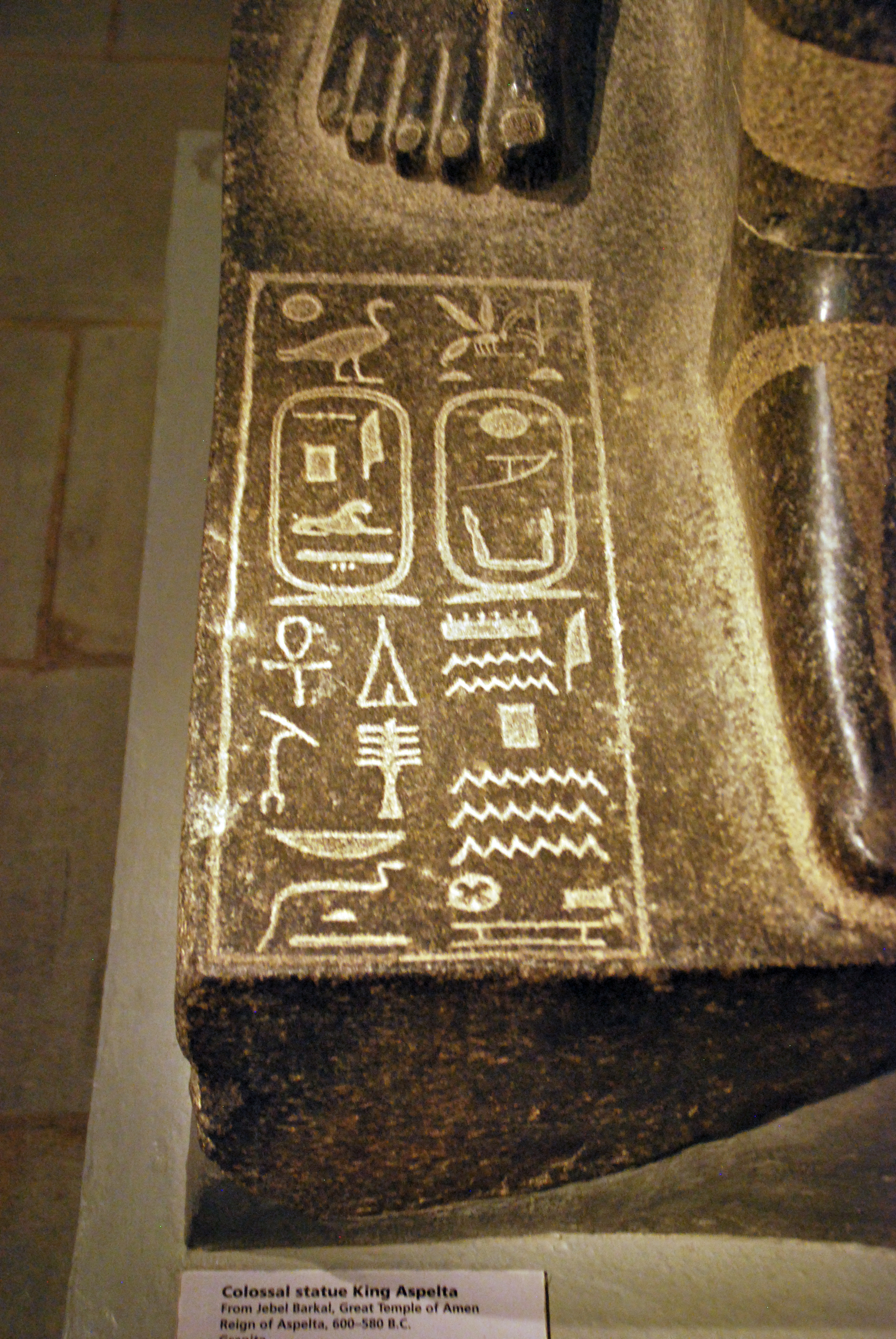
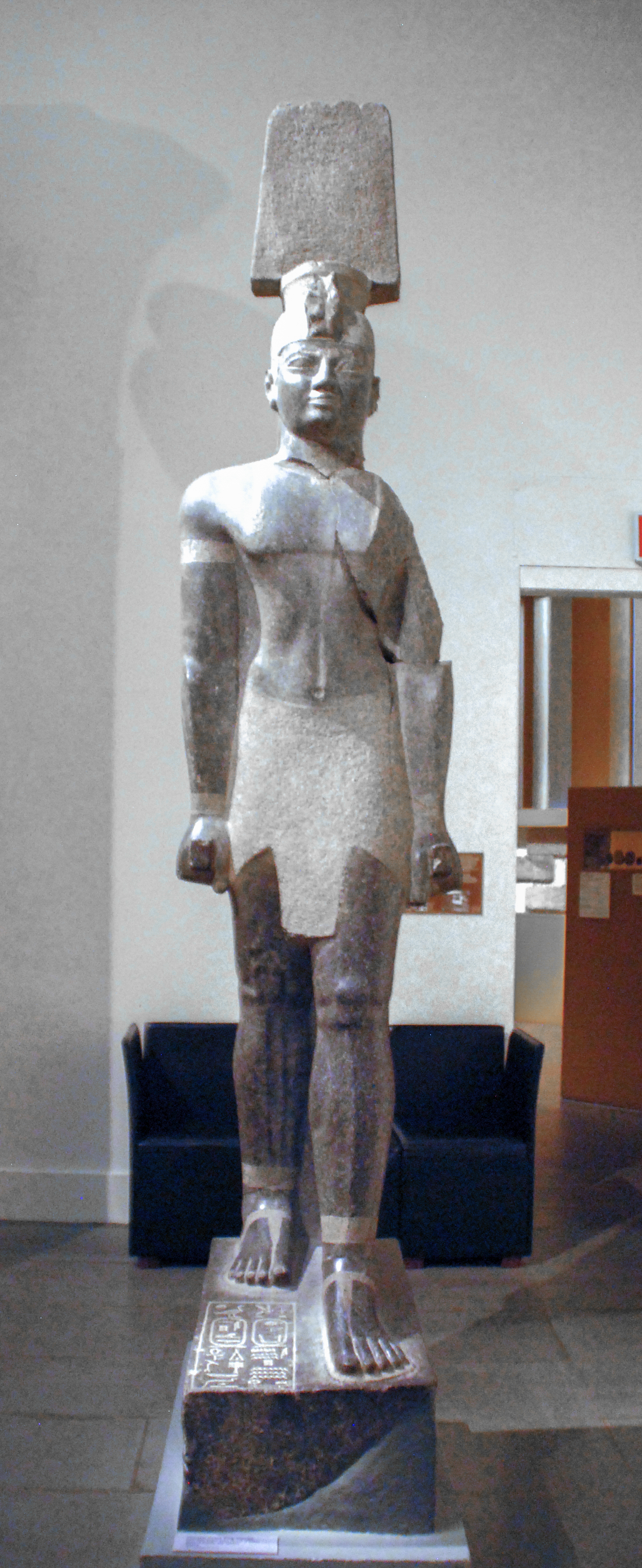